# Paco Abril
Francisco Abril Beran (Teruel, 1947), más conocido como Paco Abril, es un artista español de origen checo afincado en Gijón (Asturias). Escritor, crítico, cuentacuentos, articulista, ensayista y artista plástico, se dedica a la promoción de la lectura. Ha cosechado diferentes premios. Es miembro de la Red Internacional de cuentacuentos.

## Trayectoria como escritor
Abril se inició en la literatura en 1972 en la prensa escrita, en colaboración con Victoria Fernández, con la página semanal infantil "El Búho", que se publicó en el diario "El Comercio" de Gijón desde febrero de 1972, y que dos años más tarde se convirtió en el suplemento "El Raitán" (petirrojo en bable).[cita requerida] Continuó publicando otros suplementos infantiles semanales en periódicos asturianos, como el Cucuruxu en el Diario Asturias o el Cuquiellu en el diario La Región.[cita requerida]
En 1989 dio a luz al suplemento infantil La Oreja Verde, que se publicó semanalmente hasta 2012 en el periódico asturiano La Nueva España.

## Otras facetas artísticas

### Animación y teatro
Fue guionista, director y presentador durante un año del programa semanal infantil de la televisión regional asturiana (RTPA) El hórreo del Trasgu.
Son personajes de su creación:
- El Señor de La Oreja Verde. Para la RTPA y para el suplemento infantil semanal La Oreja Verde, (1986-1987).[cita requerida]
- Tarzanín de Muniellos, para el suplemento infantil La Oreja Verde.[cita requerida]
- Chitón Callado. Personaje creado para el Festival Internacional de cine de Gijón (FICX), Televisión Española y el suplemento infantil La Oreja Verde.[cita requerida]
- Bruja Pumaruja (encarnado por la actriz Pili Orellana), creado para la Red Municipal de Bibliotecas de Gijón (en concreto para promover la lectura en la Biblioteca de Pumarín), y La Oreja Verde.[11]

### Obra plástica
En 2012 y 2013 expuso una colección de unos doscientos collages, bajo el título Con alma de papel, y dos años más tarde sus primeras esculturas.

## Premios y reconocimientos
- 1979. Premio Nacional [Ex Aequo] a la Mejor Labor Crítica de Literatura Infantil.[4][15]

- 2012. Premio de la Asociación de Telespectadores de Asturias por su guion, junto con la Escuela Taller e-Gijón II, de un juego interactivo sobre la vida y la obra de Jovellanos.[5]

- 2013. Premio Mª Elvira Muñiz de promoción de la lectura patrocinado por el Ayuntamiento de Gijón.[6]

## Curiosidades

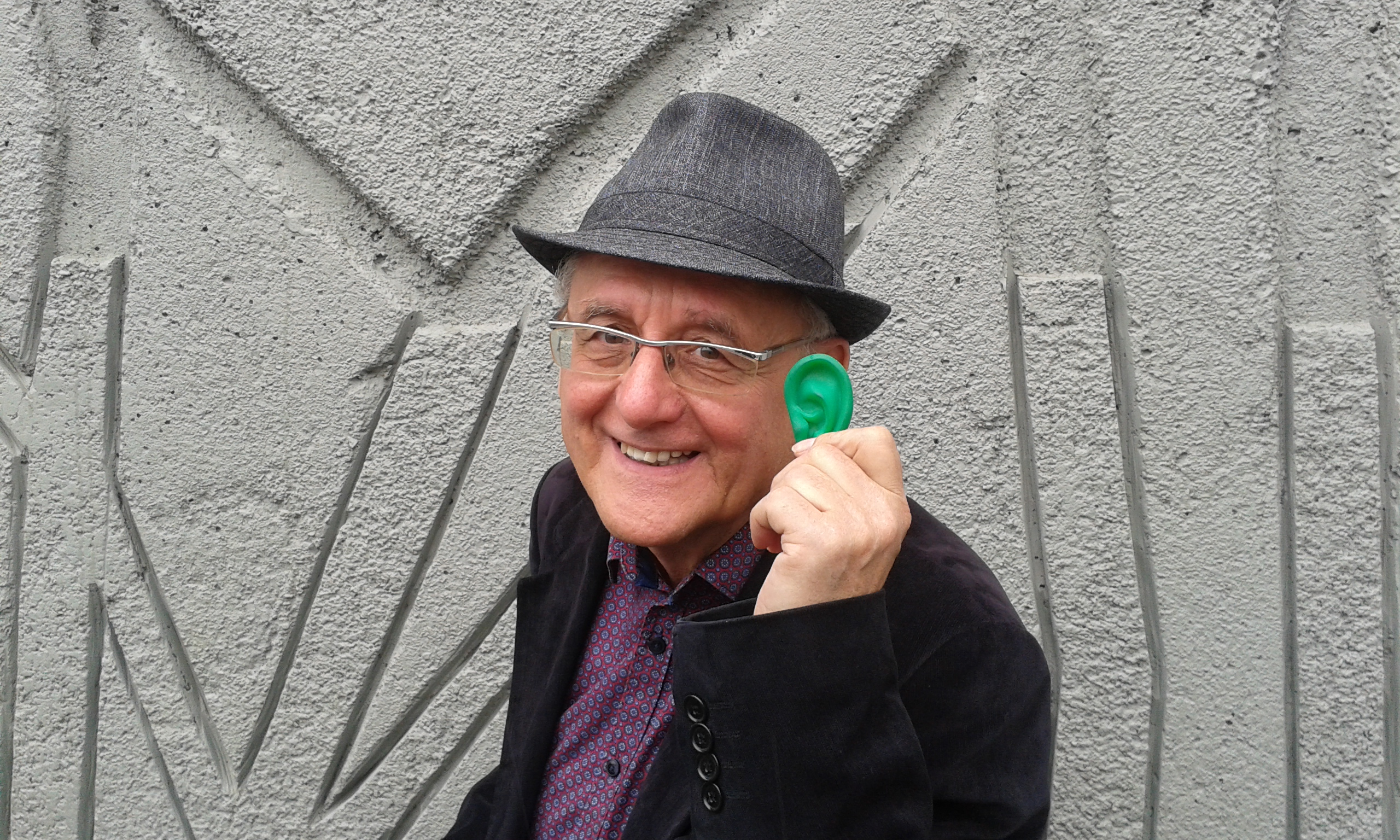
Paco Abril con "Oreja Verde".

- Colecciona libros sobre “Caperucita Roja”, con más de cien ejemplares (el más antiguo de 1930) y en diferentes idiomas.[16]
- Reconoce a la profesión de bibliotecario como “la más arriesgada del mundo”.[17]
- Defiende la existencia de los cuentos como ficciones necesarias, "como si fueran alimentos".[18]

## Obras
- Famosos personajes asturianos de todos los tiempos (Ayalga, 1978)
- Jovellanos, la aventura de la razón (Cómic. Trabe, 1995)
- La niña de la nube (Llibros del pexe, 1998)
- ¿Sois vosotros los Reyes Magos? (Editores Asociados, 1998)
- Encuentro con Jovellanos (Ayuntamiento de Gijón, 2000)
- La pregunta del cuco (Everest, 2000)
- Resdán (Everest, 2000)
- Colores que se aman (Everest, 2004)
- El espejo de los monstruos (Everest, 2004)
- Lector anónimo (Everest 2007)
- Blancanieves (Fotos y texto: Paco Abril. Diseño Ana L. Chicano. Gijón, 2008)
- La niña de la nube (Everest, 2010)
- Alma de papel (Ana López Chicano, 2012)
- Peter Pan visita Picos de Europa (Ana López Chicano, 2013). Nacido, como experiencia pedagógica, en el Campamento de la Asamblea Comarcal de Cruz Roja en Picos de Europa.[19]
- Los dones de los cuentos (Octaedro, 2013)
- Mitos de Asturias (Pintar-Pintar Editorial, 2015)[20]
- Colección "Pájaros de cuento" (Everest, 2016)[21][22]